# Haryana
Haryana är en delstat i nordvästra Indien. Ghaggarfloden flyter genom delstaten, som tidigare var en del av delstaten Punjab. Chandigarh fungerar som delstatens huvudstad, trots att den inte tillhör Haryana utan ligger i ett separat unionsterritorium.

## Geografi
Drygt 3 procent av ytan täcks av skog. Delstaten består av fyra geografiska huvudregioner: Aravallibergen, halvöken i den sydvästra delen, Saraswatislätten och Shivalikbergen.

## Ekonomi
Den största industristaden heter Faridabad.

## Historia
Vid den indiska självständigheten 1947 hamnade nuvarande Haryana i samma delstat som nuvarande Punjab. Den huvudsakligen hinduiska och hinditalande delen bröts loss i en egen delstat, Haryana, 1966, medan den huvudsakligen punjabitalande och sikhiska delen blev kvar i Punjab. Chandigarh blev huvudstad för båda delstaterna, samtidigt som denna stad är ett unionsterritorium.
Haryana, som anses ligga i det område där den vediska kulturen grydde, omnämns under detta namn första gången 1328 med betydelsen Himmelriket på jorden. Åtskilliga arkeologiska utgrävningar har under modern tid skett på platser som Naurangabad, Rakhigarhi och Banawali.

## Demografi
- 90 procent av befolkningen är hinduer, 6 procent är sikher, 4 procent muslimer och cirka 0,1 procent är kristna.
- 76,6 procent av befolkningen som är 7 år eller äldre var läskunniga vid folkräkningen 2011.[1]
- Vid folkräkningen 2011 gick det 877 kvinnor på 1 000 män.[1]
- 13 procent av delstatens befolkning var under 7 år 2011.[1]